# Tasiocera (Dasymolophilus) orientalis
Tasiocera (Dasymolophilus) orientalis is een tweevleugelige uit de familie steltmuggen (Limoniidae). De soort komt voor in het Oriëntaals gebied.